# Desde siempre (cortometraje)
Desde siempre es un cortometraje documental de ficción chileno realizado por Marialy Rivas en 1996. Es considerada una de las primeras producciones chilenas en abordar como eje central la diversidad sexual.

## Sinopsis
El cortometraje está presentado en clave de documental con contenidos de ficción; en él se presentan las historias de un reconocido drag queen, un prostituto, un hombre bisexual, un homófobo y variados personajes que otorgan sus testimonios sobre la diversidad sexual, dentro del contexto del Chile de los años 1990, en donde la homosexualidad seguía siendo un delito.

## Reparto
- Carlo Franco
- Marco Retamales
- Paula Clavijo
- Angélica González
- Valeria Cristoffanni
- Daniel Palma
- Nicolás Saavedra[3]

## Producción y recepción
El cortometraje presenta principalmente las historias de los personajes por medio de episodios, con técnicas que escapan al documental tradicional, como por es el caso del uso de voces en off y diferentes representaciones visuales, como el uso de poses. La producción, que ganó el Festival de Cortometrajes de Santiago, fue emitida por Canal+ en España y reseñada por la revista francesa Cahiers du Cinéma. También participó de la Competencia Internacional Video Documental en el Festival Internacional de Cine de Valdivia de 1997.